# Finéo de Araújo
Finéo de Araújo, né le 10 avril 1987 à Guarulhos (São Paulo, Brésil), est un joueur de futsal international azéri d'origine brésilienne.
Finéo commence sa carrière de futsal à douze ans et défend les couleurs de l'équipe Hidroforte. Puis il porte les maillots de Wimpro, Cajamar, ASA, São Caetano, São José, São Paulo, Corinthians. Début 2012, il évolue à Umuarama avant de quitter le club à l'été pour partir en Russie, au Politech Saint-Pétersbourg.

## Biographie

### Débuts de futsaleur au Brésil
Finéo de Araújo naît à Guarulhos dans l'État de São Paulo.
Finéo commence sa carrière de futsal à douze ans et défend les couleurs de l'équipe Hidroforte. Puis il porte les maillots de Wimpro, Cajamar, ASA, São Caetano, São José, São Paulo.
En 2011, Finéo évolue aux Corinthians. En championnat paulista, il inscrit notamment un but contre Mesc/São Bernardo.
Début 2012, il rejoint Umuarama et est auteur de quatorze buts en six mois. Jouant avec le maillot numéro 10, il participe à la Ligue nationale, au championnat Paranaense de Série Or et à la Copa TV UP. L'équipe est éliminée de la Ligue de futsal lors de la première phase.
Fin juillet 2012, il rejoint le club Politech à Saint-Pétersbourg, en Russie.
Sur la première moitié de 2014, l'ailier de 27 ans quitte le Guarulhos Futsal. Il défend le maillot du Guarulhos Futsal à seulement huit reprises en championnat Paulista à cause d'une blessure et ne marque qu'un seul but contre Jacareí (1-1). Il quitte le club en août pour partir en Azerbaïdjan.

### Joueurs à l'étranger
En août 2014, l'ailier de 27 ans quitte le Brésil et part en Azerbaïdjan, au Khazar Islands. Finéo y évolue jusqu'en 2015, puis Araz Naxçivan en 2015-2016. Le Brésilien remporte trois titres de champion consécutifs, ainsi que la Coupe nationale la dernière année.
En 2020-2021, Finéo évolue de nouveau au Azaz Naxçivan en Azerbaïdjan.
Pour la saison 2021-2022, Finéo est recruté par le Sporting Club de Paris. Fin décembre, il inscrit un but dans le match de haut de tableau face au Toulon Élite Futsal, participe à la victoire 5-4 et au titre honorifique de champion d'automne de Division 1 du club parisien.

### En équipe nationale
Finéo est naturalisé azéri et est au service du pays depuis fin 2014.
Il participe à l'Euro 2016 avec l'équipe d'Azerbaïdjan en début d'année. Il est ensuite convoqué pour la Coupe du monde 2016 en septembre. En huitième de finale contre la Thaïlande, il inscrit un quintuplé et participe à la qualification de son équipe 13-8 après prolongation.
En 2018, Finéo est de nouveau retenu pour l'Euro 2018.
En janvier 2021, Fineo est convoqué en équipe d'Azerbaïdjan pour les éliminatoires de l'Euro 2022.

## Statistiques

### Par saison
| Saison                | Club                    | Championnat           | Championnat | Championnat | Coupe(s) nationale(s) | Coupe(s) nationale(s) | Compétition(s) continentale(s) | Compétition(s) continentale(s) | Compétition(s) continentale(s) | Championnat régional | Championnat régional | Azerbaïdjan | Azerbaïdjan | Total | Total |
| Saison                | Club                    | Division              | M.          | B.          | M.                    | B.                    | Comp.                          | M.                             | B.                             | M.                   | B.                   | M.          | B.          | M.    | B.    |
| 2006                  | São Caetano Futsal      | D1                    | -           | -           | -                     | -                     | -                              | -                              | -                              | -                    | -                    | -           | -           | 0     | 0     |
| 2007                  | São Caetano Futsal      | D1                    | -           | -           | -                     | -                     | -                              | -                              | -                              | -                    | -                    | -           | -           | 0     | 0     |
| 2008                  | São José Futsal         | D1                    | -           | -           | -                     | -                     | -                              | -                              | -                              | -                    | -                    | -           | -           | 0     | 0     |
| 2009                  | São Paulo futsal        | D1                    | -           | -           | -                     | -                     | -                              | -                              | -                              | -                    | -                    | -           | -           | 0     | 0     |
| 2010                  | São Paulo futsal        | D1                    | -           | -           | -                     | -                     | -                              | -                              | -                              | -                    | -                    | -           | -           | 0     | 0     |
| 2011                  | Corinthians futsal      | D1                    | -           | -           | -                     | -                     | -                              | -                              | -                              | -                    | -                    | -           | -           | 0     | 0     |
| 2012                  | Umuarama futsal         | D1                    | -           | -           | -                     | -                     | -                              | -                              | -                              | -                    | -                    | -           | -           | 0     | 0     |
| 2012                  | Politech St-Petersbourg | D1                    | -           | -           | -                     | -                     | -                              | -                              | -                              | -                    | -                    | -           | -           | 0     | 0     |
| 2013                  | Maringá futsal          | D1                    | -           | -           | -                     | -                     | -                              | -                              | -                              | -                    | -                    | -           | -           | 0     | 0     |
| 2014                  | Guarulhos Futsal        | D1                    | -           | -           | -                     | -                     | -                              | -                              | -                              | 8                    | 1                    | -           | -           | 8     | 1     |
| 0000-2014             | Khazar Islands          | D1                    | -           | -           | -                     | -                     | -                              | -                              | -                              | -                    | -                    | -           | -           | 0     | 0     |
| 2014-2015             | Khazar Islands          | D1                    | -           | -           | -                     | -                     | -                              | -                              | -                              | -                    | -                    | -           | -           | 0     | 0     |
| 2015-2016             | Araz Naxçivan           | D1                    | -           | -           | -                     | -                     | -                              | -                              | -                              | -                    | -                    | 3           | 1           | 3     | 1     |
| 2016-2017             | Agleymina Hamamatsu     | D1                    | -           | -           | -                     | -                     | -                              | -                              | -                              | -                    | -                    | 4           | 5           | 4     | 5     |
| 2017-2018             | Agleymina Hamamatsu     | D1                    | -           | -           | -                     | -                     | -                              | -                              | -                              | -                    | -                    | 3           | -           | 3     | 0     |
| 2018                  | Zhuhai Ming Shi         | D1                    | -           | -           | -                     | -                     | -                              | -                              | -                              | -                    | -                    | -           | -           | 0     | 0     |
| 2018                  | São José Futsal         | D1                    | 6           | -           | -                     | -                     | -                              | -                              | -                              | 6                    | 1                    | -           | -           | 12    | 1     |
| 2019                  | Pelindo                 | D1                    | -           | -           | -                     | -                     | -                              | -                              | -                              | -                    | -                    | -           | -           | 0     | 0     |
| 2019-2020             | Zhetysu futsal          | D1                    | 6           | 4           | 1                     | -                     | -                              | -                              | -                              | -                    | -                    | -           | -           | 7     | 4     |
| 2020-2021             | Araz Naxçivan           | D1                    | -           | -           | -                     | -                     | C1                             | 1                              | -                              | -                    | -                    | 4           | 2           | 5     | 2     |
| 2021-2022             | Sporting Paris          | D1                    | -           | -           | -                     | -                     | -                              | -                              | -                              | -                    | -                    | -           | -           | 0     | 0     |
| Total sur la carrière | Total sur la carrière   | Total sur la carrière | 12          | 4           | 1                     | 0                     | -                              | 1                              | 0                              | 6                    | 1                    | 14          | 8           | 34    | 13    |

### En équipe nationale
| Statistiques de Finéo avec l'équipe d'Azerbaïdjan de futsal | Statistiques de Finéo avec l'équipe d'Azerbaïdjan de futsal | Statistiques de Finéo avec l'équipe d'Azerbaïdjan de futsal | Statistiques de Finéo avec l'équipe d'Azerbaïdjan de futsal | Statistiques de Finéo avec l'équipe d'Azerbaïdjan de futsal | Statistiques de Finéo avec l'équipe d'Azerbaïdjan de futsal | Statistiques de Finéo avec l'équipe d'Azerbaïdjan de futsal         | Statistiques de Finéo avec l'équipe d'Azerbaïdjan de futsal |
| #                                                           | Date                                                        | Compétition                                                 | Adversaire                                                  | Score                                                       | Cartons                                                     | Buts                                                                |                                                             |
| ----------------------------------------------------------- | ----------------------------------------------------------- | ----------------------------------------------------------- | ----------------------------------------------------------- | ----------------------------------------------------------- | ----------------------------------------------------------- | ------------------------------------------------------------------- | ----------------------------------------------------------- |
| 14                                                          | 14 avril 2021                                               | qualifications Euro 2022 - groupe 3                         | Grèce                                                       | 4-0                                                         |                                                             | But inscrit                                                         |                                                             |
| 13                                                          | 8 avril 2021                                                | qualifications Euro 2022 - groupe 3                         | Slovaquie                                                   | 1-1                                                         |                                                             |                                                                     |                                                             |
| 12                                                          | 9 mars 2021                                                 | qualifications Euro 2022 - groupe 3                         | Moldavie                                                    | 3-5                                                         |                                                             |                                                                     |                                                             |
| 11                                                          | 4 mars 2021                                                 | qualifications Euro 2022 - groupe 3                         | Moldavie                                                    | 5-1                                                         |                                                             | But inscrit                                                         |                                                             |
| 10                                                          | 6 février 2018                                              | Championnat d'Europe 2018 - quart de finale                 | Portugal                                                    | 8-1                                                         |                                                             |                                                                     |                                                             |
| 9                                                           | 4 février 2018                                              | Championnat d'Europe 2018 - groupe D                        | Espagne                                                     | 0-1                                                         | Averti                                                      |                                                                     |                                                             |
| 8                                                           | 2 février 2018                                              | Championnat d'Europe 2018 - groupe D                        | France                                                      | 3-5                                                         |                                                             |                                                                     |                                                             |
| 7                                                           | 23 septembre 2016                                           | Coupe du monde 2016 - 8e de finale                          | Thaïlande                                                   | 8-13 ap                                                     | Averti                                                      | But inscrit · But inscrit · But inscrit · But inscrit · But inscrit |                                                             |
| 6                                                           | 19 septembre 2016                                           | Coupe du monde 2016 - groupe F                              | Iran                                                        | 3-3                                                         |                                                             |                                                                     |                                                             |
| 5                                                           | 16 septembre 2016                                           | Coupe du monde 2016 - groupe F                              | Espagne                                                     | 2-4                                                         | Averti                                                      |                                                                     |                                                             |
| 4                                                           | 13 septembre 2016                                           | Coupe du monde 2016 - groupe F                              | Maroc                                                       | 0-5                                                         |                                                             |                                                                     |                                                             |
| 3                                                           | 9 février 2016                                              | Championnat d'Europe 2016 - quart de finale                 | Russie                                                      | 6-2                                                         |                                                             |                                                                     |                                                             |
| 2                                                           | 5 février 2016                                              | Championnat d'Europe 2016 - groupe D                        | Tchéquie                                                    | 6-5                                                         |                                                             | But inscrit                                                         |                                                             |
| 1                                                           | 3 février 2016                                              | Championnat d'Europe 2016 - groupe D                        | Italie                                                      | 3-0                                                         | Averti                                                      |                                                                     |                                                             |

## Palmarès
Finéo remporte trois fois le championnat d'Azerbaïdjan en autant de participation en 2014, 2015 avec le Khazar Islands puis en 2016 avec Araz Naxçivan. Il remporte aussi la Coupe nationale en 2016.